# HD 25457
HD 25457，又名BD-00 632，SAO 130893、HR 1249，是一颗恒星，视星等为5.38，位于銀經190.74，銀緯-36.87，其B1900.0坐标为赤經3h 57m 29.2s，赤緯-0° -36.87′ 25″。